# Maxmo kyrkby
Maxmo kyrkby är en bydel som tillhör Vörå kommun i Österbotten, Västra Finlands län.
Bydelen är belägen relativt centralt i Maxmo före detta kommun och innefattar bland annat Maxmo centrum, Maxmo kyrka samt lågstadieskolan Kyrkoby skola. 
Området gränsar till Tottesund i norr och Kärklax i öster via fladan Inre Fladan som via en kanal är förbunden med Bottniska viken.
En småbåtshamn är belägen i områdets norra del vid Grovnässkatan, Norrfjärden i Bottniska viken. 

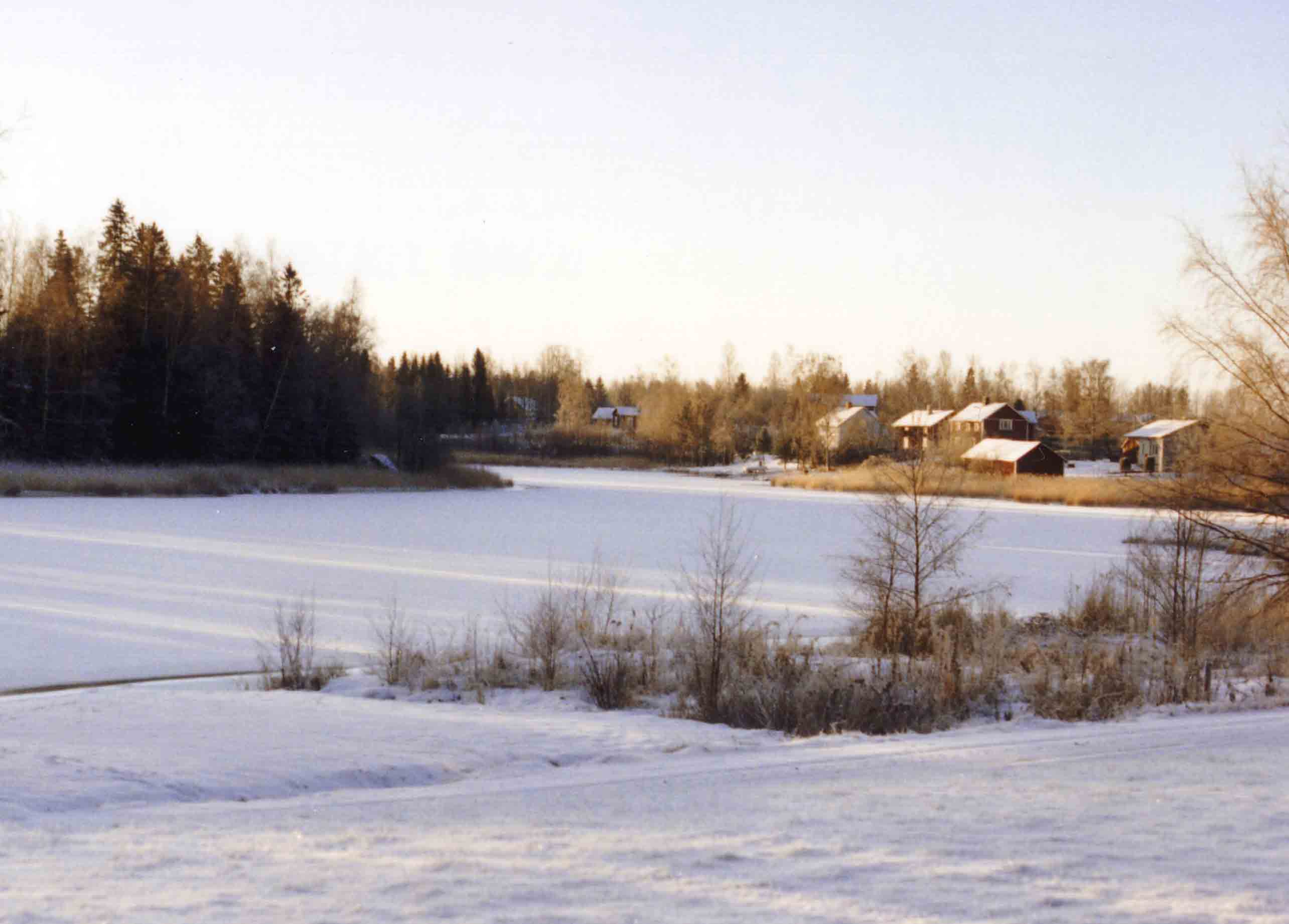
Inre Fladan, Maxmo Kyrkby, om vintern